# Stereokromi
Stereokromi (af græsk στερεός, stereós = hård, fast, χρωμα, chróma = farve) er en malerisk teknik.
Stereokromi er maleri på tør grund med vandglas, der i visse retninger søger at slægte freskovægmaleriet på. Som bindemiddel bruges ifølge opskrifter kiselsur kalk opløst i kogende vand. Der males med mineralske vandfarver på tør grund. En stor rolle spiller tilberedelsen af malegrunden (som regel sten og lignende, men også lærred). Ved påsprøjtning af vandglas på det færdige maleri søger man at opnå en inderlig og uopløselig forbindelse mellem farven og dens undergrund. Et ikke ringe antal monumentalmalerier er udført i denne teknik i Tyskland fra midten af 19. århundrede. Oberbergrat Johann Nepomuk von Fuchs og maleren Josef Schlotthauer fra München var denne metodes opfindere og første udøvere. Metoden (senere udviklet af den bayerske kemiker Adolf Wilhelm Keim),  skuffede dog snart, hvad for eksempel Wilhelm von Kaulbachs vægmalerier i forhallen i Berlins nye museum tilstrækkelig viser. Den er derfor igen gået ud af brug.